# Почтовый штемпель

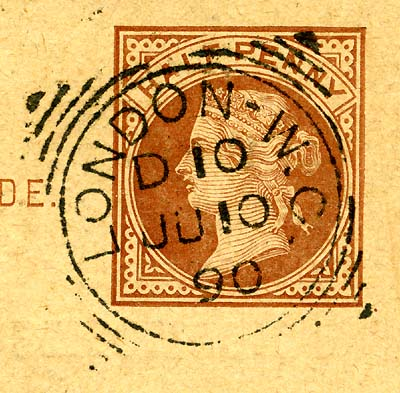
Календарный квадратно-круглый на английской почтовой карточке (1890)

Почто́вый ште́мпель — применяющееся почтой устройство для получения ручным или механическим способом штемпельных оттисков, служащих для гашения знаков почтовой оплаты, подтверждения приёма почтового отправления, контроля над маршрутом и временем нахождения в пути, нанесения каких-либо пометок и т. п., либо оттиск такого устройства.

## История
Впервые штемпеля были применены в 1661 году в Великобритании и известны как штемпели Бишопа.
В России штемпеля появились за 90 лет до почтовых марок. Впервые их ввёл в практику на Петербургском почтамте чиновник (впоследствии директор почтамта) Иоганн Август Ган в 1760-е годы. Вскоре примеру столицы последовали почты Москвы и Риги. Штемпелями клеймились только оплаченные письма, поэтому наличие штемпеля подтверждало, в первую очередь, факт оплаты письма, а, во-вторых, указывало на место его отправления.
|  |

В связи с введением в России почтовых марок по рекомендации Всемирного почтового союза в обозначение даты и времени календарных почтовых штемпелей трижды вносились изменения. С 1860 года действовали штемпеля, похожие на штемпеля домарочного периода: месяц обозначался сокращённо тремя первыми буквами, год полностью. С 1890 года месяц стали указывать римскими цифрами. С 1903 года для обозначения месяца стали использовать арабские цифры, при этом год стали обозначать не полностью, а только двумя последними цифрами. Позднее текст дополнили указанием часа приёмки письма к отправке.
В современной России, согласно статье 45 Почтовых правил от 22 апреля 1992 года, календарные почтовые штемпеля употребляются в следующем порядке:
Календарный штемпель … предназначается для гашения почтовых марок и обозначения на почтово-телеграфных отправлениях, квитанциях и документах места и даты, а при использовании на предприятиях связи столиц независимых государств и автономных республик, областных (краевых) центров, городов областного (краевого, республиканского) подчинения ещё и часа приёма, отправки, получения или выдачи почтовых отправлений.Почтовые правила от 22.04.1992 (Глава 4)

## Классификации почтовых штемпелей
Почтовые штемпеля классифицируются:
- По назначению и значимости в почтовом деле.
- По содержанию.
- По конструкции и способу применения.
- По материалу изготовления.
- По полноте оттиска.
- По форме оттиска.

### По назначению и значимости
По назначению и значимости в почтовом деле (по применению) различают основные, вторичные (или дополнительные) и служебные штемпели.

#### Основные штемпеля
К ним относятся:
- календарные;
- дистанционные (железнодорожной или корабельной почты);
- штемпеля гашения (которые служат только для целей гашения);
- франкировочные штемпеля, которые равноценны франкированию отправления знака почтовой оплаты;
- прочие почтовые штемпеля удостоверяющего характера.

#### Вторичные (дополнительные)
Таковыми являются:
- географические, если гашение франкатуры производится другим, специально предназначенным для этого штемпелем (например, номерным)[3];
- специальные (сопроводительные) штемпеля, которые проставляются дополнительно к календарным штемпелям или штемпелям приёма:
- штемпеля, подтверждающие взыскание почтового сбора с отправителя, а также таксировочные штемпеля (например, «Франко[4] до границы»);
- заказные штемпеля и знаки почтовой оплаты с порядковым номером отправления;
- маршрутные и удостоверяющие штемпеля для особых видов почты (цеппелинной, авиапочты, катапультной и др.);
- все прочие штемпеля, проставление которых требуется на почтовых отправлениях (например, штемпеля «Уплачено»).

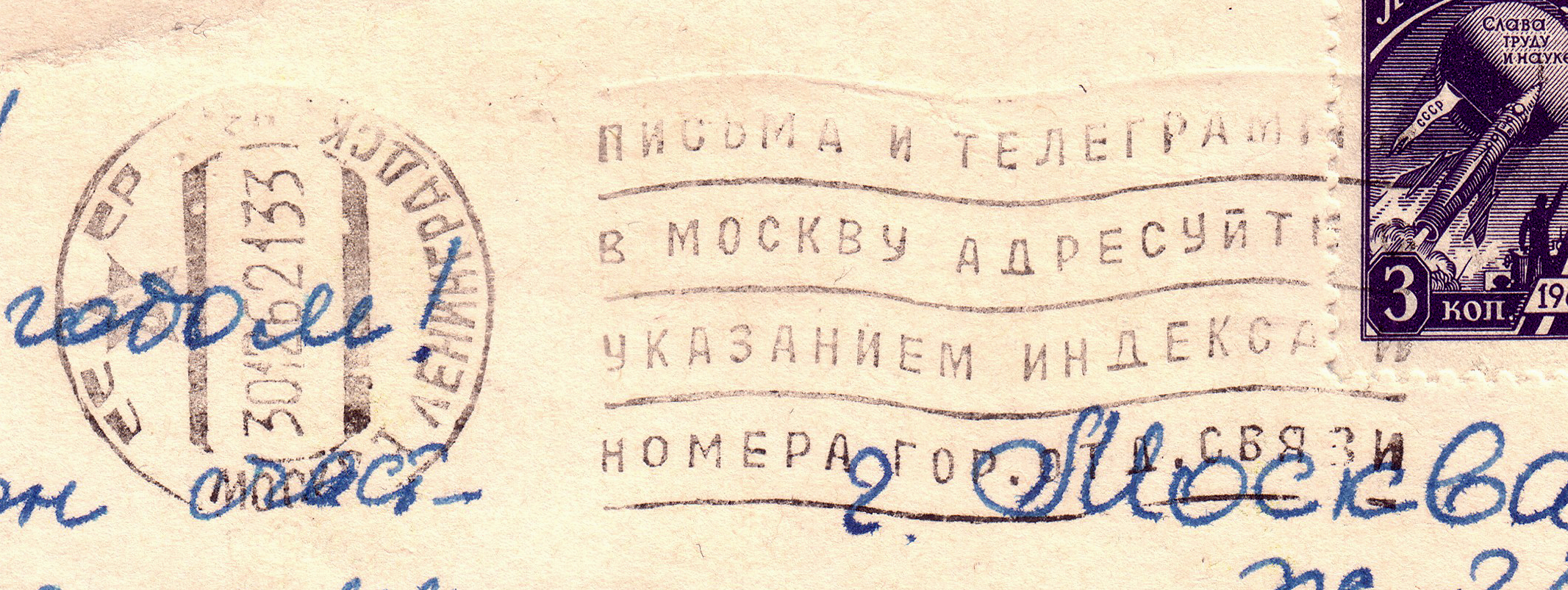
Календарный и дополнительный штемпеля с текстом «Письма и телеграммы в Москву адресуйте с указанием индекса и номера гор. отд. связи» на открытке СССР (1962)
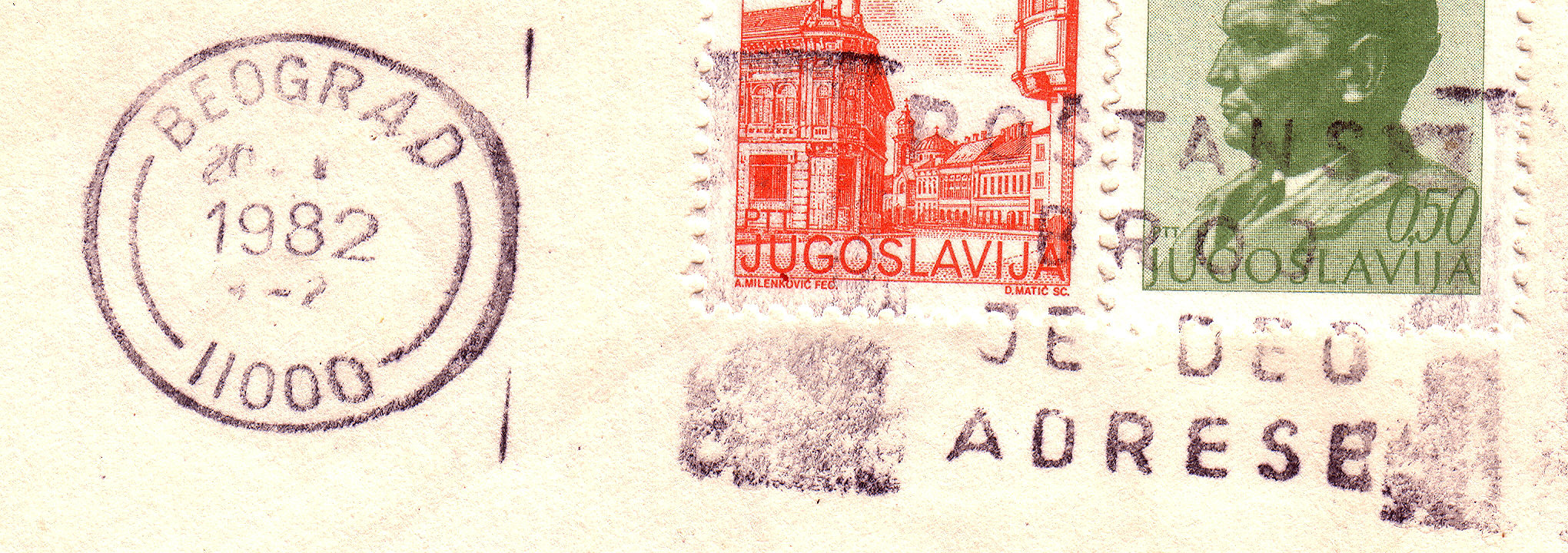
Календарный и дополнительный штемпеля с текстом «Poštanski broj je deo adrese» («Почтовый индекс — часть адреса») на конверте Югославии (1982)

#### Служебные
Таковыми могут быть:

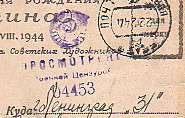
Служебный «Просмотрено военной цензурой» на открытке СССР (1944)

- штемпеля для обозначения определённых видов почтовых отправлений и дополнительных услуг (например, заказное, спешное, штемпель опоздания);
- штемпеля, которые призваны облегчить нанесение положенных почтовых отметок (например, «Адресат неизвестен», «Принять отказался»);
- штемпеля, объясняющие причинение ущерба почтовому отправлению (например, в катастрофе или при несчастном случае) и информирующие получателя о причине несвоевременной доставки (например, «Прибыло повреждённым», «Из почты затонувшего судна …», «Задержано вследствие неполного (неправильного) адреса»);
- цензурные и контрольные штемпеля непочтовых учреждений (например, штемпель «Просмотрено военной цензурой» времён Великой Отечественной войны, на письмах военнопленных, на отправлениях, подлежащих таможенному контролю, адресные и санитарные штемпели).

### По содержанию
По содержанию различают немые, номерные, литерные и текстовые штемпеля.

#### Немые
К немым штемпелям относятся штемпеля без текста. Были распространены во время появления почтовой марки и употреблялись в функции штемпелей гашения. Часто применялись как пробные штемпеля перед введением собственно почтовых штемпелей и как штемпеля полевой почты. Попадаются немые штемпеля в функции кочующих штемпелей или штемпелей дополнительного гашения, редко — как вспомогательные штемпеля при отсутствии замены пропавшему календарному штемпелю. К немым относятся также штемпеля со срезанным названием населённого пункта, местности или почтамта.
Известны следующие основные формы немых штемпелей:
- Точечный.
- Штриховой.
- Полосный[8].
- Кольцевой.

#### Номерные
Номерными называются почтовые штемпеля, в которых почтовое отделение обозначено не названием населённого пункта, а порядковым номером. Обычно применялись в функции штемпелей гашения. Бывают самых разнообразных форм и классифицируются по рисунку штемпеля и обрамлению номера.

#### Литерные
Литерными штемпелями или штемпелями с отличительной литерой называются относящиеся к штемпелям разных групп и разного назначения почтовые штемпеля, включающие только отличительные литеры или группы букв (сокращений), но бывают и в сочетании с порядковым номером или датой или только с датой.
Известны литерные штемпеля следующих типов:
- Штемпеля гашения (например, тройной кольцевой штемпель Любека («L» = Любек, «T» = Травемюнде), прямоугольный штемпель нем. «KBFPA» («Королевская Баварская полевая почта»).
- Штемпеля обозначения сферы отправления (например, кольцевой одинарный штемпель «OR» (от фр. «Origine Rural», «сельского происхождения», то есть сфера сельской почты) и «OL» (от фр. «Origine Local», «местного происхождения», то есть сфера местной почты) во Франции).
- Штемпеля обозначения района доставки (например, штемпель письмоносца, дистрибуционный штемпель в Баварии и Вюртемберге).
- Отметки о взыскании почтового сбора (например, «PP» (от фр. «Port paye», «сбор оплачен»), «WP» («Порто дальше»)).
- Отметки о происхождении, пересылке и назначении почтового отправления (например, «P» (от нем. «Polen», «Польша»), «RN2» (от «Rayon Nr 2», «Район № 2»), «T. S.» (от нем. «Transit Sardinien», «Транзитом через Сардинию»)).

#### Буквенные
Буквенными называются почтовые штемпеля, которые состоят только из текста (буквы), без рамок и рисунков. По признаку расположения текста они классифицируются на однострочные и многострочные, круглые, полукруглые и овальные. В XVIII и XIX веках этот вид почтовых штемпелей широко использовался во многих государствах. Первые русские почтовые штемпеля (конец XVIII века) преимущественно были однострочными буквенными.

#### Текстовые
Текстовыми называют различные штемпеля и штампы со служебным или пояснительным текстом. Таким служебным текстом может быть наименование почтового учреждения, условия применения штемпеля, а пояснительным текстом (в специальных штемпелях) — сообщение о событии, в связи с которым изготовлен данный штемпель. Среди текстовых штемпелей выделяются служебные, специальные, рекламные штемпели. В филателии текстовые штемпеля противопоставляются немым штемпелям.

### По конструкции и способу применения
По конструкции и способу применения различаются виды почтовых штемпелей.

### По материалу изготовления
По материалу изготовления различают металлические, пробковые, резиновые штемпели.

#### Металлические
К металлическим штемпелям относятся штемпеля, изготовленные из металла. При этом тексты и рисунки гравируются на заготовках из сплавов бронзы или стали. Характерными признаками таких штемпелей являются ясность и чёткость оттиска с хорошо различимыми мелкими деталями. Наиболее часто металлическими штемпелями являются календарные.

#### Пробковые
Почтовый штемпель из пробки характеризуется грязным оттиском и иногда по внешнему виду отпечатка называется штемпелем-кляксой, поскольку переносимое им на почтовую марку большое количество штемпельной краски сильно замасливало и порой даже разрушало её. Пробковые штемпеля часто использовались в классический период почтовых марок, прежде всего в США и других странах американского континента. Во время Первой мировой войны и послевоенной инфляции в Германии, Данциге и Мемельской области оттиски таких штемпелей ставились на почтовых посылках и массовой корреспонденции.

#### Резиновые
Резиновым штемпелем называется форма или инструмент для ручной печати (штемпельных оттисков), изготовленный из резины, на штемпельной пластине которого имеются текст, рисунки и т. п. Поскольку он довольно прост и быстр в изготовлении, то получил широкое распространение в почтовом деле, в основном как удостоверяющий штемпель, реже — используется для нанесения надпечаток и производства франкировочных наклеек.

### По полноте оттиска
По полноте оттиска штемпеля на почтовой марке различают полные и частичные штемпеля (переходящие штемпеля).

#### Полные
К полным штемпелям относятся оттиски штемпелей, поставленные на знаке почтовой оплаты таким образом, что хорошо различимы место и дата, а порой и порядковая литера. Такие штемпели высоко ценятся, когда важны данные на почтовом штемпеле.

#### Частичные
Частичными штемпелями называют оттиски почтового штемпеля, которые лишь частично заходят на знак почтовой оплаты. В зависимости от размера такого захода называются либо угловым штемпелем, либо полуштемпелем. Ценятся в мотивных коллекциях, но по-разному, так как такого рода оттиски, как правило, получают штемпелеванием почтовых марок в листах, порой по заказу.

#### Переходящие
Переходящим штемпелем называют такое состояние почтовой марки на письме или на вырезке, когда оттиск почтового штемпеля «переходит» с почтовой марки на письмо или вырезку, то есть одна часть оттиска находится на марке, а другая — на оболочке почтового отправления. Особо ценится при экспертизе подлинности почтовой марки.

### По форме оттиска
По форме оттиска выделяются группы почтовых штемпелей. Под штемпельной группой подразумевается объединение однотипных штемпелей с подразделением на формы штемпелей и элементы штемпелей.
Выделяются следующие основные группы штемпелей:
- Штемпеля с ограничительной линией.
- Штемпеля без ограничительной линии.
- Штемпеля особых форм.

#### Штемпеля с ограничительной линией
Определяющим признаком для отнесения штемпеля к группе штемпелей с ограничительной линией является форма штемпеля. Под штемпельной формой понимается конфигурация оттиска штемпеля, формируемая ограничительной линией или соответствующим расположением штемпельных элементов. В эту группу входят следующие штемпели:
- Прямоугольный.
- Многоугольный.
- Крестообразный.
- Ромбический.
- Кольцевой.
- Круглый.
- Полукруглый.
- Сегментный.
- Овальный.

##### Прямоугольный штемпель
Группу прямоугольных штемпелей составляют штемпеля, оттиски которых имеет прямоугольную форму. При широкой трактовке к этой группе относят также квадратные штемпеля.
Виды прямоугольных штемпелей:
- Простой (или рамочный): текст надписи в таких штемпелях располагается в одну строку, в две строки или в несколько строк. Однострочные прямоугольные штемпели порой по ошибке называют удлинёнными рамочными.
- Разделённый: его оттиск разделён на две части параллельной линией, преимущественно горизонтальной, которая идёт к внешнему обводу.
- Трёхчастный: его оттиск разделён на три части двумя параллельными линиями, преимущественно горизонтальными, ведущими к внешнему обводу.
- Пятеричный: его оттиск разделён на три части двумя параллельными горизонтальными линиями, следующими к внешнему обводу, при этом средняя часть поделена ещё на три части двумя параллельными вертикальными линиями.

В эту же группу входят прямоугольные штемпеля с закругленными или коротко срезанными углами, которые следует отличать от восьмиугольных штемпелей. Примером таких штмпелей могут служить штемпеля почтового агентства Венгрии до 1919 года и особые формы типа зубчатых штемпелей.
Также различают прямоугольный штемпель с волнообразной рамкой, под которым понимают почтовый штемпель прямоугольной формы с волнистой обрамляющей линией. Примером таких штемпелей служит календарный штемпель Любека XIX века.

##### Многоугольный штемпель

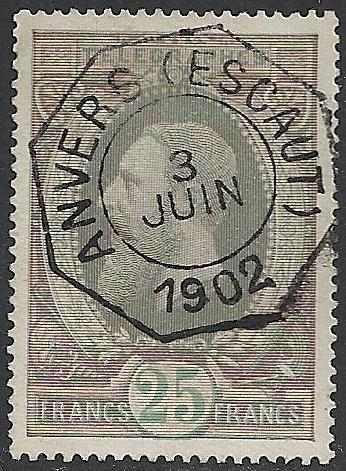
Оттиск восьмиугольного на телеграфной марке Бельгии (1902)

К этой группе относятся почтовые штемпеля с многоугольной внешней линией. Наиболее известными штемпелями этой группы являются шести-восьмиугольные штемпели. Такие штемпеля распространены в телеграфной службе, к примеру, во Франции и в Бельгии.

##### Крестообразный штемпель
В эту группу входят почтовые штемпеля с оттисками в форме креста, в основном употреблявшиеся в XIX веке. Такие штемпеля использовались в качестве вспомогательных, особенно во Франции, в связи с возможностью изготовления простейшими средствами. Крестообразные штемпеля являются немыми.
Виды крестообразных штемпелей:
- Линейные (или штриховые).
- Полосные.
- С «крючками».
- Угловые.

##### Круглый штемпель
Оттиск штемпеля ограничен круглой линией.

#### Штемпели без ограничительной линии
Определяющим признаком для отнесения штемпеля к группе штемпелей без ограничительной линии являются использованные штемпельные элементы. Под штемпельными элементами понимаются фигурные части (линии, полоски, решётки, точки, штрихи, сегменты, углы), которые вырезаны или выгравированы на штемпельной пластине. Соответственно располагаемые элементы штемпеля и образуют такой штемпель. В эту группу входят следующие штемпели:
- Штриховой.
- Полосный (оттиск штемпеля образован полосками)[8].
- Точечный.
- В ромбовидную клетку.
- Шашечный.
- Буквенный.
- Строчный.

##### Штриховой штемпель
К штриховым относятся штемпеля со штемпельным элементом «штрих», который отличается от штемпельного элемента «полоса» тем, что толщина штриха тоньше промежутка между штрихами. Они могут быть немыми, номерными и географическими и подразделяются на:
- Простые (состоят из одинаковых параллельных штрихов).
- Восьмиугольные (состоят из 16—18 параллельных штрихов разной длины, которые образуют вытянутый восьмиугольник).
- Ромбические (состоят из параллельных штрихов разной длины, которые образуют ромб).
- Круглые (состоят из параллельных штрихов разной длины, которые образуют круг).
- Овальные (состоят из параллельных штрихов разной длины, которые образуют овал).
- Лучевидные (состоят из штрихов, лучеобразно исходящих из одного центра).

Простые штриховые штемпеля различаются по числу штрихов, например, штриховой четырёхкратный штемпель (такие штемпели употреблялись в Гамбурге), штриховой пятикратный штемпель, штриховой шестикратный штемпель, и т. д.
Круглые и овальные штриховые штемпеля порой также называются колосниковыми штемпелями без ограничительной линии.

##### Полосный штемпель
Группу полосных (или полосковых) штемпелей составляют штемпеля, оттиск которых формируется штемпельным элементом «полоса». Такой тип штемпелей характерен прежде всего для XIX века.
По критерию расположения штемпельных элементов среди полосных штемпелей выделяют следующие виды:
- Однополосный (простой). В качестве почтового штемпеля применялся редко, чаще такие штемпели служили вспомогательными штемпелями. Примером однополосного почтового штемпеля является штемпель, использовавшийся во французском городе Шербуре в 1848—1849 годах.
- Многополосный (также называемый угольным) (состоит из ряда одинаковых полос от 20 до 35 мм длиной). Такие штемпеля использовались во французском Лилле в 1848—1849 годах.
- Решётчатый (состоит из нескольких параллельно расположенных перекрещивающихся полос)
- Ромбический (состоит из, как минимум, шести параллельно идущих полос, которые равномерно скошены по краю, образуя форму ромба).
- Круглый (состоит из нескольких параллельных полос, которые равномерно закруглены по краям, образуя форму круга). Если полосы такого круглого полосного штемпеля посередине разделены надвое, то такой вид штемпеля называется круглым раздельным полосным штемпелем.
- Овальный (состоит из нескольких параллельных полос, которые неравномерно закруглены по краям, образуя форму овала). По расположению полос выделяют вертикально-овальные и поперечно-овальные штемпеля.

Ромбические, круглые и овальные виды полосных штемпелей известны как немые, так и номерные (с номерами) или буквенные (с буквами).

##### Точечный штемпель
К точечным относится группа штемпелей со штемпельным элементом «точка», причём точки могут располагаться либо в линию, либо в свободном порядке в виде узора (фигуры), либо иногда в виде сочетания узора с линией. Такие штемпели в основном были в обращении в XIX веке во многих государствах. Точечные штемпеля могут быть немыми, номерными и буквенными (с порядковой литерой).
В случае линейного расположения точек штемпеля данной группы делятся на:
- одинарные (простые) круглые точечные (представляют собой круглый штемпель с рамкой из точек), двойные круглые точечные, тройные круглые точечные, и т. д.;
- линейно-точечные круглые (представляют собой круглый штемпель с двойной ограничительной линией: с внешней круглой пунктирной линией и внутренней круглой сплошной линией, иногда в виде двойного линейного круглого точечного штемпеля);
- овальные точечные (представляют собой штемпель с овальной пунктирной ограничительной линией; иногда — с двойной пунктирной линией, как, например, в Российской империи в 1853—1863 годах).

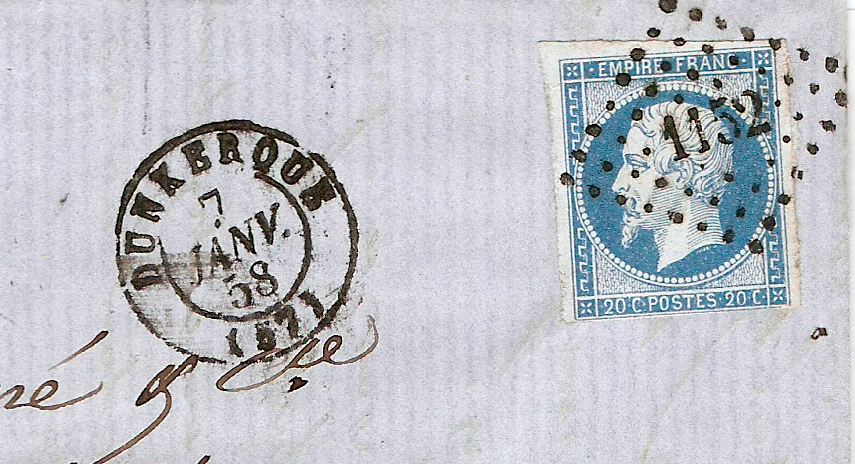
Точечный фигурный ромбический номерной с маленькими цифрами Франции (1854)

В случае фигурного расположения точек штемпеля данной группы делятся на следующие типы, при этом название штемпеля уточняют, добавляя слово «фигурный» (вместо слова «круглый»):
- прямоугольные фигурные точечные штемпеля (представляют собой штемпель, в котором свободно расположенные точки формируют прямоугольник);
- многоугольные (или угловые) фигурные точечные штемпеля, которые, в свою очередь, подразделяются на:
  - треугольные фигурные точечные,
  - квадратные фигурные точечные,
  - шестиугольные фигурные точечные,
  - восьмиугольные фигурные точечные,
- ромбические фигурные точечные (штемпеля Франции),
- звездообразные фигурные точечные (штемпель парижского главпочтамта в 1852—1855 годах),
- круглые фигурные точечные (штемпеля Гюстрова, Ростока, Шверина в середине XIX века),
- овальные фигурные точечные.

Фигурные точечные штемпеля преимущественно являются номерными, то есть содержат номер (в основном, в центре).

##### Штемпель в ромбовидную клетку
К группе штемпелей в ромбовидную клетку относятся штемпеля, оттиск которых формируется штемпельным элементом «ромбовидная клетка». От ромбических штемпелей (которые называют так из-за формы внешней рамки) данные штемпеля отличает то, что в этом случае вся площадь штемпеля состоит из ромбических клеток.
Штемпели в ромбовидную клетку подразделяются на следующие типы:
- прямоугольные (с расположением ромбовидных клеток в форме прямоугольника),
- ромбические (с расположением ромбовидных клеток в форме ромба),
- круглые (с расположением ромбовидных клеток в форме круга).

Известны немые и номерные штемпеля в ромбовидную клетку. Штемпеля этой группы использовались преимущественно в XIX веке.

##### Шашечный штемпель
Группу шашечных штемпелей составляют почтовые штемпеля XIX века, оттиск которых формируется «шашечным» штемпельным элементом (небольшие квадраты). Поскольку при гравировании квадраты на штемпельной пластине создаются вырезанием перекрещивающихся линий, то эти штемпеля порой называют негативными решётчатыми штемпелями.
Шашечные штемпеля подразделяются на следующие типы:
- ромбические (с расположением квадратов в форме ромба), например, использовавшиеся во Франции;
- круглые (с расположением квадратов в форме круга);
- номерные.

##### Буквенный штемпель
К буквенным штемпелям относятся почтовые штемпеля, которые состоят только из текста (сочетаний букв или букв) и не имеют никаких рамок или рисунков. Буквенные штемпеля следует отличать от литерных, включающих только отличительные литеры или группы букв (сокращений) или в сочетании с порядковым номером или датой. Буквенные штемпеля преимущественно представляют собой календарные штемпеля (с датами или иногда только с названием населенного пункта (географические)).
В зависимости от расположения текста буквенные штемпеля делятся на:
1. однострочные
2. многострочные
3. круглые (текст расположен в форме круга[31])
4. полукруглые (текст расположен дугообразно[31])
5. овальные (текст расположен в форме эллипса[31]).

Широкое применение буквенные штемпеля находили в XVIII и XIX веках во многих странах. Первые русские почтовые штемпеля конца XVIII века в большинстве были однострочными буквенными штемпелями. В настоящее время буквенные штемпеля встречаются практически только среди специальных почтовых штемпелей.

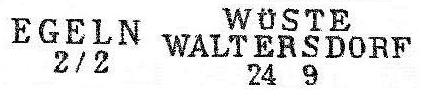
Двустрочный и трёхстрочный прусской почты

#### Штемпеля особых форм
Все остальные штемпеля, которые не относятся к двум указанным выше основным группам, объединены в группу штемпелей особых форм. Это, к примеру, подковообразный штемпель, штемпель в форме мельничного колеса, штемпель с бабочкой.

##### Подковообразный штемпель

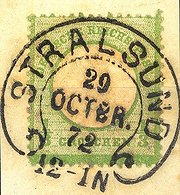
Подковообразный штемпель г. Штральзунда на почтовой марке Германии, 1872 г.

Подковообразными штемпелями называются почтовые штемпеля XIX века, форма которых напоминает подкову. Иногда встречаются подковообразные штемпеля с дорожкой внизу или с замкнутой внутренней линией (так называемый штемпель со стременем).
Подковообразные штемпеля применялись в Любеке, Пруссии, Северо-Германском почтовом союзе, Саксонии, Вюртемберге и продолжали использоваться наряду с новыми штемпелями после 1871 года Германской имперской почтой.
Часто к подковообразным штемпелям относят колбасный штемпель Киля.

###### Штемпель со стременем
Штемпелем со стременем называется почтовый штемпель XIX века типа подковообразного штемпеля, но замкнутый внизу поперечной прямой или изогнутой линией. Такие штемпеля применялись в Швейцарии.
Также так называют двойной круглый штемпель с плоским основанием. Примерами служат штемпеля почты Турн-и-Таксиса, Вюртемберга.

###### Колбасный штемпель
Колбасными штемпелями называются два вида почтовых штемпелей:
1. плоскоизогнутый штемпель XIX века с выгнутой надписью, окружённой рамкой. Примером служат расходные штемпеля разных старогерманских государств[34];

1. штемпель второй половины XIX века, который состоит из двух загнутых навстречу друг другу (формой напоминающих «колбаски») текстовых полосок с округлёнными концами. На верхней полоске было указано название населённого пункта (Киль), на нижней — час, между полосками находилась свободно стоящая дата (число, месяц, год)[34].

##### Штемпель с бабочкой
Штемпелями с бабочкой называются два вида почтовых штемпелей:
1. штемпеля с изогнутыми декоративными линейками вверху и внизу, употреблявшиеся в XIX веке в Гамбурге;

1. штемпеля с поперечным двояковогнутым орнаментом между номером (вверху) и буквой (внизу), применявшиеся в Виктории (Австралия) для гашения первых выпусков этой колонии. На этих штемпелях двойная вогнутая линия по бокам напоминает крылья бабочки, номер почтового отделения образует голову, а литера «V» образует хвост[36]. Такие штемпеля высоко ценятся у филателистов[36].

#### Принципы систематизации штемпелей
При систематизации штемпелей по форме оттиска необходимо чётко придерживаться следующих принципов:
- Для форм штемпелей с ограничительной линией определяющей в названии является форма. Например, круглый штемпель, прямоугольный штемпель.
- Для форм штемпелей, образованных штемпельными элементами, определяющим в названии служит элемент. К примеру, полосный круглый штемпель.

## Интересные факты
Существует информация о том, что в гробнице фараона Аменоптиса из IV династии (около 2575 года до н. э.) якобы археолог Тапельтгам обнаружил набор прекрасно сохранившихся египетских почтовых штемпелей с обозначением мест отправки, в количестве 186 штук. Каждый из штемпелей был наложен на отдельное папирусное письмо синей, иногда красной краской, и каждый папирус находился в герметически закрытом медном цилиндре. В 1919 году коллекция была перевезена в Британский музей. В книге английского филателиста Джеймса Маккея утверждалось, что в 1970-х годах письма были переданы Каирскому музею.